# Aretaon asperrimus
Aretaon asperrimus is een insect uit de orde Phasmatodea en de  familie van de Heteropterygidae. De wetenschappelijke naam van deze soort is voor het eerst geldig gepubliceerd in 1906 door Josef Redtenbacher.